# 광성초등학교
광성초등학교는 대한민국 경기도 오산시에 있는 공립 초등학교이다.

## 학교 연혁
- 1925년 4월 28일 사립 광성학원 개원(총 18회)
- 1945년 5월 5일 광성국민학교로 독립 인가
- 1961년 7월 25일 구 교지에서 현 교지로 이전
- 1986년 2월 11일 광성국민학교 병설유치원 설립 인가
- 1996년 3월 1일 광성초등학교로 개명
- 2004년 2월 13일 제18회 병설유치원 졸업식
- 2004년 2월 14일 제56회 졸업식
- 2005년 2월 18일 제57회 졸업식
- 2005년 3월 1일 6학급 편성 (유치원 1학급)
- 2007년 2월 14일 제21회 유치원 졸업식
- 2007년 2월 15일 제59회 초등학교 졸업식
- 2009년 2월 12일 제23회 유치원 졸업식
- 2010년 2월 9일 제24회 유치원 졸업식
- 2010년 2월 10일 제62회 초등학교 졸업식(총 졸업생 수 3062명)
- 2010년 3월 1일 현 부지로 신축 이전
- 2010년 3월 1일 초등 6학급, 유치원 1학급, 특수학급 1학급 편성
- 2010년 9월 1일 제22대 교장 김원대 취임
- 2010년 9월 1일 초등학교 10학급(특수 1포함)
- 2010년 9월 1일 유치원 2학급 편성
- 2011년 12월 12일 영어독서교육 우수학교 교육감 표창
- 2011년 12월 20일 창의적 체험활동 우수학교 교육감 표창
- 2011년 12월 26일 교육정보화 유공학교 교육감 표창
- 2012년 2월 10일 창의·경영우수학교 교육감 표창
- 2012년 9월 27일 행복한 학교문화찾기 UCC공모전 교육장 표창
- 2012년 12월 15일 컨설팅장학 우수학교 교육감 표창
- 2012년 12월 31일 학력향상 목표 관리제 우수학교 교육감 표창
- 2012년 12월 31일 창의 경영 우수학교 교육감 표창
- 2012년 12월 31일 학생자치활동 우수학교 교육감 표창
- 2013년 9월 1일 제23대 교장 송창모 취임
- 2013년 12월 12일 2013 혁신학교 시즌2 우수교 교육장 표창
- 2013년 12월 31일 창의적인 학교경영 우수교 교육장 표창
- 2014년 2월 12일 제28회 유치원 졸업식
- 2014년 2월 14일 제66회 초등학교 졸업식
- 2014년 3월 1일 초등학교 23학급(특수학급 1학급 포함), 유치원 2학급
- 2015년 9월 1일 제24대 교장 김금자 취임

## 참고 자료
- 광성초등학교 - 한국교육학술정보원 학교알리미